# المجعارة (شوائط)

تعديل مصدري - تعديل

المجعارة محلة تابعة لقرية عرج، التابعة لعزلة شوائط بمديرية ذي السفال إحدى مديريات محافظة إب في الجمهورية اليمنية، بلغ تعداد سكانها 35 حسب تعداد اليمن لعام 2004.